# Mgły Avalonu (powieść)
Mgły Avalonu (tytuł oryg. The Mists of Avalon) – powieść fantasy Marion Zimmer Bradley, należąca do dziesięciotomowego cyklu avalońskiego (na jęz. polski przetłumaczono Mgły Avalonu, Leśny dom, Panią Avalonu i Kapłankę Avalonu) i uchodząca za najwybitniejsze dzieło tej pisarki, przez Andrzeja Sapkowskiego w książce Rękopis znaleziony w Smoczej Jaskini wymienione jako jedno z najważniejszych arcydzieł fantasy.
Mgły Avalonu to tzw. retelling opowieści o królu Arturze. Dzieje narodzin, rozkwitu i upadku świetności dworu króla Artura opowiedziane zostały z punktu widzenia bohaterek legendy, pozostających zazwyczaj w cieniu postaci męskich: głównie siostry Artura, Morgany Czarodziejki, ale także jego matki Igriany i żony Ginewry oraz Pani Jeziora – Viviany.

## Postacie
- Morgana – narratorka, córka Igriany i Gorloisa, zabrana później przez Vivianę na wychowanie na wyspę Avalon. Zob. Morgan le Fay.
- Viviana – Pani Jeziora, najstarsza siostra Igriany i Morgause. Zob. Viviana, Pani Jeziora.
- Igriana – żona diuka Gorloisa, wydana za niego z przyczyn politycznych jako młodziutka dziewczyna, później żona Uthera Pendragona i matka Artura. Zob. Igerna.
- Morgause – ambitna siostra Viviany i Igriany, dużo od nich młodsza. Żona Lota z Orkadów (of Orkney). Zob. Morgause.
- Uther Pendragon – król Anglii, ojciec Artura. Zob. Uther Pendragon.
- Artur – syn Igriany i Uthera, poczęty przed ich ślubem i po kilku tajemniczych wypadkach w dzieciństwie odesłany na wychowanie do zaufanego sojusznika Uthera. Zob. Król Artur.
- Mordred (Gwydion) – syn Artura i Morgiany, poczęty podczas Ogni Beltanu, wychowany przez Morgause, pozbawiony skrupułów intrygant. Zob. Mordred.
- Lancelot (Galahad) – syn Viviany, poczęty podczas Ogni Beltanu i urodzony w Avalonie, w wieku lat 12 odesłany z wyspy na wychowanie. Towarzysz i najlepszy przyjaciel Artura. Zob. Lancelot z Jeziora.
- Gwenifer – piękna ale nieszczęśliwa, wychowana w surowej religijności córka jednego z wielmoży, wybrana na żonę dla króla Artura. Zob. też Ginewra.
- Merlin Brytanii – podobnie jak Pani Jeziora, tytuł przechodzący na kolejne wybrane osoby. Pierwszym Merlinem jest Taliesin, ojciec Igriany, następnym – kaleki harfiarz Kevin. Zob. Merlin
- Raven – jedna z najważniejszych kapłanek Avalonu, w najważniejszych dziejowych momentach przemawiająca proroczym głosem. Złożyła śluby milczenia.
- Diuk Gorlois – pierwszy mąż Igriany. Zob. Gorlois.
- Elaine – dwórka Gwenifer, zakochana w Lancelocie. Zob. Elaine z Corbenic